# Naguilian (La Union)
Naguilian è una municipalità di prima classe delle Filippine, situata nella Provincia di La Union, nella Regione di Ilocos.
Naguilian è formata da 37 baranggay:
- Aguioas
- Al-alinao Norte
- Al-alinao Sur
- Ambaracao Norte
- Ambaracao Sur
- Angin
- Balecbec
- Bancagan
- Baraoas Norte
- Baraoas Sur
- Bariquir
- Bato
- Bimmotobot
- Cabaritan Norte
- Cabaritan Sur
- Casilagan
- Dal-lipaoen
- Daramuangan
- Guesset

- Gusing Norte
- Gusing Sur
- Imelda
- Lioac Norte
- Lioac Sur
- Magungunay
- Mamat-ing Norte
- Mamat-ing Sur
- Nagsidorisan
- Natividad (Pob.)
- Ortiz (Pob.)
- Ribsuan
- San Antonio
- San Isidro
- Sili
- Suguidan Norte
- Suguidan Sur
- Tuddingan